# Буйи, Жан-Николя
Жан-Николя Буйи (фр. Jean-Nicolas Bouilly, 23 января 1763 года, Жуэ-ле-Тур, Франция — 24 апреля 1842 года, Париж) — французский писатель, драматург и либреттист. Его драма «Леонора, или Супружеская любовь» легла в основу оперы Бетховена «Фиделио».

## Биография
Окончив курс права в университете Орлеана, Буйи стал членом парижского парламента, каковым и оставался до перевода парламента в Труа в 1787 году, когда, поддержанный Мирабо, Буйи решил посвятить себя литературе. Во времена революции Буйи занимал ряд административных должностей в Туре, а затем был членом комиссии, ответственной за создание новой программы образования. После ухода в отставку из-за несогласия с вмешательством полиции в работу комиссии, посвятил себя созданию либретто для опер Гретри, Керубини и Мегюля. В конце жизни издал воспоминания.

## Творчество
В драматургии Буйи преобладают произведения на исторический сюжет: его перу принадлежат пьесы о Петре Великом, Жане-Жаке Руссо, Рене Декарте, аббате де л’Эпе, мадам де Севинье, Агнессе Сорель и Гвидо Рени.
Начиная с 1809 года Буйи публиковал циклы сказок, такие как «Советы моей дочери» (фр. Conseils à ma fille, 1811 текст), двухтомник «Сказки для детей Франции» (фр. Contes offerts aux enfants de France, 1824—1825) и «Прощание старого сказочника» (фр. Les Adieux du vieux conteur, 1835).
Наиболее известная пьеса — «Леонора, или Супружеская любовь» (фр. Léonore, ou l'Amour conjugal), описанная автором как историческая сцена в двух актах в прозе с песнями на музыку Пьера Гаво, Théâtre des Grands Danseurs Париж , 1 октября 1794 года Текст on-line. Так же это произведение послужило основой для либретто к единственной опере опере Л. Бетховена "Фиделио".